# Filipijnen op de Olympische Winterspelen 1972
Tijdens de Olympische Winterspelen van 1972 die in Sapporo, Japan werden gehouden namen de Filipijnen deel met 2 sporters. Het was de eerste keer dat de Filipijnen meededen aan de Olympische Winterspelen. Er werden geen medailles gewonnen voor de Filipijnen.

## Deelnemers en resultaten

### Alpineskiën
| Olympiër      | Discipline       | Resultaat | Prestatie                        |
| ------------- | ---------------- | --------- | -------------------------------- |
| Juan Cipriano | reuzenslalom (m) | dnf       | opgave                           |
| Juan Cipriano | slalom (m)       | dnf       | opgave                           |
| Ben Nanasca   | reuzenslalom (m) | 42e       | 4.06,20 (+56,58) 1.54,59+2.11,61 |
| Ben Nanasca   | slalom (m)       | dnf       | opgave                           |

Argentinië · Australië · België · Bondsrepubliek Duitsland · Bulgarije · Canada · Duitse Democratische Republiek · Filipijnen · Finland · Frankrijk · Griekenland · Groot-Brittannië · Hongarije · Iran · Italië · Japan · Joegoslavië · Libanon · Liechtenstein · Mongolië · Nederland · Nieuw-Zeeland · Noord-Korea · Noorwegen · Oostenrijk · Polen · Roemenië · Sovjet-Unie · Spanje · Taiwan · Tsjecho-Slowakije · Verenigde Staten · Zuid-Korea · Zweden · Zwitserland